# I Got a Woman (Film)
I Got a Woman, ein französischer Kurzfilm aus dem Jahr 1997, ist der erste Film, in dem Yvan Attal Regie geführt hat. Der Film behandelt dasselbe Thema wie Attals Filmkomödie Meine Frau, die Schauspielerin aus dem Jahr 2001.

## Handlung
Arnaud sitzt mit seinem Freund Fred, dessen Freundin Schauspielerin ist, in einem Pariser Café. Einer ihrer flüchtigen Bekannten, ein unsympathischer Typ, den beide nicht so recht leiden mögen, setzt sich zu ihnen. Er beginnt ein Gespräch über die Schauspielerei, bzw. wie es ist, mit einer Schauspielerin liiert zu sein, woraufhin die beiden Freunde genervt reagieren.
Attal hat diese Szene vier Jahre später in seinem Spielfilmdebüt Meine Frau, die Schauspielerin, in dem er selbst die Rolle eines mit einer Schauspielerin verheirateten Mannes spielt, mit nur wenigen Veränderungen übernommen. Wie der Kurzfilm handelt auch der Spielfilm von der Eifersucht und den Komplexen eines Mannes mit einer erfolgreichen Frau, die als Star im Blick der Öffentlichkeit steht.

## Produktion und Veröffentlichung
Der Film wurde von Claude Bessons Firma Les films du dauphin produziert, offizielles Datum der Veröffentlichung war der 29. Januar 1997. Der Film wurde am Alpe d’Huez International Comedy Film Festival als bester Kurzfilm ausgezeichnet.
I Got a Woman wurde am 13. März 2010 in der Florence Gould Hall im Institut Alliance Française (FIAF) in New York gezeigt, sowie 2012 während des Festival du Film Court Francophone in Vaulx-en-Velin.